# Little River (Macquarie River)
Der Little River ist ein Fluss in der Mitte des australischen Bundesstaates New South Wales. 
Er entspringt im südlichen Teil des Goobang-Nationalparks und fließt nach Norden, wo er bei Geurie, 20 Kilometer südöstlich von Dubbo, in den Macquarie River mündet.